# Donald Edward Williams
Donald Edward Williams (Lafayette, Indiana, 1942. február 13. – 2016. február 23.) amerikai mérnök, űrhajós.

## Életpálya
1964-ben a Purdue Egyetemen gépészmérnöki oklevelet szerzett. 1966-ban szerezte meg a pilóta jogosítványt. Vietnámban az USS Enterprise fedélzetén A–4 Skyhawk szolgálati gépén repült. Második vietnámi bevetésén az A–7 Corsair II repülőgépen szolgált. 330 harci bevetésen vett részt. 1973-ban elvégezte a Fegyveres Erők Katonai Akadémiáját. 1976-ban tesztpilóta jogosítványt szerzett. 1976–1977 között a tesztkiképző központ vezetője. Több mint 6000 órát repült (repülő/űrrepülő), 745 leszállást hajtott végre repülőgép-anyahajón.
1978. január 16-tól a Lyndon B. Johnson Űrközpontban részesült űrhajóskiképzésben. 1982–1983 között a National Space Transportation System programiroda helyettes igazgatója. 1985–1986 között a Johnson Space Center légi műveleteinek  helyettes vezetője. 1986–1988 között az Űrhajózási Hivatal vezetője. Két űrszolgálata alatt összesen 11 napot, 23 órát és 34 percet (288 óra) töltött a világűrben. Űrhajós pályafutását 1990. március 1-jén fejezte be. Division Manager a Science Applications International Corporation-nál (SAIC).

## Űrrepülések
- STS–51–D, a Discovery űrrepülőgép 4. repülésének pilótája. Kettő műholdat állítottak pályairányba. Összesen 6 napot, 23 órát, 55 percet és 23 másodpercet (168 óra) töltött a világűrben. 4 650 658 kilométert (2 889 785 mérföldet) repült, 110 alkalommal kerülte meg a Földet.
- STS–34, az Atlantis űrrepülőgép 5. repülésének parancsnoka. Sikeresen útnak indították a Galileo űrszondát. Egy űrszolgálata alatt összesen 4 napot, 23 órát és 39 percet (156 óra) töltött a világűrben. 3 200 000 kilométert (1 800 000 mérföldet) repült, 79 alkalommal kerülte meg a Földet.